# Karpaty-Tunnel
Der Karpaty-Tunnel (slowakisch Tunel Karpaty) ist ein geplanter Autobahntunnel nördlich der slowakischen Hauptstadt Bratislava. Er soll auf einer Länge von 11.760 m die Gesamtbreite der Kleinen Karpaten unterqueren, als Teil des Bauabschnitts Bratislava–Rača – Bratislava-Záhorská Bystrica der Autobahn D4 realisiert werden, so die Nordseite des Autobahnrings um Bratislava bilden und eine neue leistungsfähige Verbindung im Großraum Bratislava schaffen. Mit seiner Länge von fast 12 km soll der Karpaty-Tunnel mit Abstand der längste Tunnel der Slowakei werden und um mehr als 4 km länger als der derzeit realisierte Višňové-Tunnel der Autobahn D1 bei der nordslowakischen Stadt Žilina.
Im Rahmen von technischen Verkehrsstudien wurden mehrere Varianten der Unterquerung der Kleinen Karpaten untersucht. In den Varianten V1 und V2 wäre der Tunnel 10.980 m beziehungsweise 10.500 m lang, in den Varianten V3 und V3a beträgt die Länge 11.760 m, mit dem Unterschied in der Anbindung an die Anschlussstelle Bratislava-Záhorská Bystrica nahe dem Westportal. Trassenführungen mit kürzeren Tunnels sorgten insbesondere im Ort Marianka nahe dem Westportal für erheblichen Widerstand. Weitere vorgeschlagene Trassenführungen waren V4 als Teil des städtischen Halbrings in der Trasse Galvaniho – Krasňany – Lamač mit einem 7,3 km langen Tunnel, V5 in der Trasse der Cesta II. triedy 503 am Sattel Pezinská Baba mit einem 6,64 km langen Tunnel sowie V6 mit einem 11.506 m langen Tunnel auf der Trasse Rača – Lamač. Die Varianten V4, V5 und V6 wurden abgelehnt, aus den übrig gebliebenen Varianten empfahl im Dezember 2022 das slowakische Verkehrsministerium im Schlussbericht zur Umweltverträglichkeitsprüfung die Variante V3a.
In der gewählten Variante berührt der geplante Tunnel Gemeindegebiete von Svätý Jur, Vajnory, Rača, Záhorská Bystrica, Borinka und Marianka. Die Länge der gebohrten Strecke beträgt 10.050 m, vorgeschlagen ist die Verwendung einer Tunnelbohrmaschine mit einer durchschnittlichen Bohrdauer von 22 Monaten und einer voraussichtlichen Bauzeit von 5,6 Jahren. Ein 140 m langer Abschnitt am Ostportal zwischen Rača und Svätý Jur sowie ein 1570 m langer Abschnitt nahe dem Westportal bei Marianka sollen in offener Bauweise errichtet werden. Der Tunnel soll mit einer Gradiente von 0,70 % vom Ostportal bis zum Strecken-km 6,633 steigen und sich von dort mit der gleichen Gradiente zum Westportal senken. Der Luftaustausch soll über drei Lüftungsschächte erfolgen.
Zum Bau ist kein näherer Zeitplan vorhanden, die geschätzten Baukosten sollen sich auf mehr als eine Milliarde Euro belaufen.